# Bellator Welterweight Championship
Il Bellator Welterweight Championship è il titolo massimo della Bellator MMA e, come indica lo stesso nome, il titolo è riservato alla categoria dei pesi welter (da 70 a 77 kg).

## Titolo dei pesi welter (da 70 kg a 77 kg)
| Nome                                                                                        | Data                            | Luogo                       | Difese |
| ------------------------------------------------------------------------------------------- | ------------------------------- | --------------------------- | --- |
| Lyman Good batté Omar de la Cruz                                                            | 12 giugno 2009 (Bellator 11)    | Uncasville, Stati Uniti     | |
| Ben Askren                                                                                  | 21 ottobre 2010 (Bellator 33)   | Philadelphia, Stati Uniti   | - batté Jay Hieron a Bellator 56 il 29 ottobre 2011 - batté Douglas Lima a Bellator 64 il 6 aprile 2012 - batté Karl Amoussou a Bellator 86 il 24 gennaio 2013 - batté Andrey Koreshkov a Bellator 97 il 31 luglio 2013 |
| Askren rese vacante il titolo il 14 novembre 2013, quando lasciò la Bellator per la ONE FC. |                                 |                             | |
| Douglas Lima batté Rick Hawn                                                                | 18 aprile 2014 (Bellator 117)   | Council Bluffs, Stati Uniti | |
| Andrey Koreshkov                                                                            | 17 luglio 2015 (Bellator 140)   | Uncasville, Stati Uniti     | - batté Benson Henderson a Bellator 153 il 22 aprile 2016 |
| Douglas Lima (2)                                                                            | 10 novembre 2016 (Bellator 164) | Tel Aviv, Israele           | - batté Lorenz Larkin a Bellator 180 il 24 giugno 2017 |
| Rory MacDonald                                                                              | 20 gennaio 2018 (Bellator 192)  | Inglewood, Stati Uniti      | - pareggiò contro Jon Fitch a Bellator 220 il 27 aprile 2019 - batté Neiman Gracie a Bellator 222 il 14 giugno 2019 |
| Douglas Lima (3)                                                                            | 26 ottobre 2019 (Bellator 232)  | Uncasville, Stati Uniti     | |
| Yaroslav Amosov                                                                             | 11 giugno 2021 (Bellator 260)   | Uncasville, Stati Uniti     | |